# Ослобођење Скопља (филм из 2016)
Ослобођење Скопља (мкд. Ослободувањето на Скопје) је македонски ратни филм из 2016. године, рађен по сценарију Данила Шербеџије и Радета Шербеџије. Филм представља адаптацију позоришног комада Душана Јовановића, а главне улоге у филму тумаче Раде Шербеџија, Луција Шербеџија и Мико Нусианен.
У септембру 2016. године Друштво филмских радника Македоније кандидовало је филм за Оскар у категорији за Најбољи филм ван енглеског говорног подручја.
Премијера филма била је 1. октобра у Скопљу.

## Радња
Радња филма смештена је у Други светски рат и обухвата једну породицу, где је у средишту пажње осмогодишњак Зоран који живи са мајком док му се отац бори у партизанима. Зоран проживљава суровост рата, сиромаштво и патњу у Скопљу, које су Немци уз помоћ бугарских савезника окупирали 1941. године.

## Улоге
| Глумац                 | Улога                 |
| ---------------------- | --------------------- |
| Раде Шербеџија         | Георгије              |
| Мико Ноусианен         | Ханс                  |
| Луција Шербеџија       | Лиса                  |
| Силвија Стојановска    | Ленче                 |
| Небојша Глоговац       | Душан                 |
| Давид Тодовски         | Зоран                 |
| Христина Димовска      | Аница                 |
| Ратко Радмановић       | Вида                  |
| Дејан Зафиров          | луди Вава             |
| Стојче Ивановић        | Трајко                |
| Александар Михајловски | Ацо                   |
| Алексеј Спасовски      | Ристо                 |
| Кристијан Гочев        | Крсте                 |
| Стефан Арсић           | Орхан                 |
| Еленора Гиевска        | Биба                  |
| Марија Лападатовић     | Рената                |
| Никола Јовановић       | Оскар                 |
| Николина Кујача        | Сара Росман           |
| Владимир Јацев         | Јаков Росман          |
| Денис Абудла           | Бале                  |
| Дејан Лилић            | Милчо                 |
| Аксел Мехмет           | Тасин                 |
| Петар Мирчевски        | агент                 |
| Јари Вирман            | Рудолф                |
| Владо Јовановски       | доктор Васил          |
| Ненад Милосављевиќ     | свештеник             |
| Петре Арсовски         | Димчо                 |
| Елена Мосевска         | Живка                 |
| Благој Веселинов       | Коста                 |
| Игор Ангелов           | Беким                 |
| Мирослав Панчевски     | Гочев                 |
| Мирослав Мисајловски   | Чамо                  |
| Калина Наумовска       | Донка                 |
| Никола Ристановски     | Трендафилов           |
| Анти Лусуанеми         | Херзог                |
| Звезда Ангеловска      |                       |
| Борис Чоревски         | Златарот              |
| Ивица Цончев           | спикер                |
| Игор Џамбазов          | музичар               |
| Јана Стојановска       | певачица              |
| Ефтим Трајчов Ѓаурски  | Агент                 |
| Ана Стојановска        | преводилац            |
| Зоран Ацески           | музичар               |
| Драган Јовановић-Гајо  | музичар               |
| Пеће Трајковски        |                       |
| Данило Шербеџија       | Шеф бугарских агената |
| Горан Трифуновски      | бугарски агент        |
| Борче Гјакоски         | бугарски агент        |
| Петар Трајчески        | бугарски агент        |
| Христијан Проданов     | немачки војник        |
| Ана Костовска          |                       |
| Никола Бошковски       |                       |
| Георгиј Чучковски      | оперски певач         |
| Сандра Митровска       | оперска певачица      |
| Сергеј Гајић           | млади партизан        |
| Анастасија Гајић       | млади партизан        |

## Продукција
Снимање филма започето је 1. октобара 2014. године у Велесу, а снимао се и у Велесу и Скопљу. Рађен је у заједничкој продукцији Партизан из Македоније, Лијени филм из Хрватске и продукцијске куће АРТ Филмс из Финске.
Филм је подржан од стране Македонске агенције за филм са 1.250.000 евра, а европски фонд Еуримаж доделио је 15 одсто буџета филма, односно око 316.000 евра.

## Награде и фестивали
- Награда за најбољег дебитанта на филму, Давида Тодосовског на Мостарском филмском фестивалу (2016)[1][8]
- Специјално признање Радету Шербеџији на Мостарском филмском фестивалу (2016)[1]
- Специјална награда жирија на филмско фестивалу Банеф (2017)[1]
- Награда за најбољу продукцију на на 10. LIFFE, лесковачком интернационалном фестивалу (2017)[9]
- Награда за најбољи сценарио, Арпа филм фестивал, Холивуд (2017)[1][10]
- Најбољи дугометражни филм на македонском филмском фестивалу у Торонту (2017)[11]
- Балкан Филм Фестивал 2017. године – Награда публике[1]
- Пулски филмски фестивал 2016. године[1][12]
- Сарајево Филм Фестивал 2016. године[1]
- Загреб Филм Фестивал 2016. године[1]
- Међународни филмски фестивал у Палм Спрингсу 2017. године[1]
- Међународни филмски фестивал ФЕСТ у Београду 2017. године[1]
- Међународни филмски фестивал у Кливленду 2017. године[1]
- Филмски Фестивал Херцег Нови 2017. године[1]